# Zastava Montserrata
Zastava Montserrata je usvojena 10. travnja 1909. Tamnoplave je boje sa zastavom Ujedinjenog Kraljevstva u gornjem lijevom kutu, te grbom Montserrata. Na grbu se nalazi Erin, žena koja predstavlja Irsku sa zlatnom harfom, također simbolom Irske, te križem koji simbolizira kršćanstvo. 
Guverner Montserrata koristi zastavu Ujedinjenog Kraljevstva s grbom Montserrata u sredini.